# Иркутский трамвай
Ирку́тский трамва́й — вид общественного транспорта в Иркутске, связывающий несколько округов города: Свердловский, Правобережный, Октябрьский. Трамвайное движение открыто 3 августа 1947 года.

## История
Первые планы создания трамвайной системы в Иркутске появились в конце XIX века. Тогда было предложено создать пять линий конно-железной дороги. Городским властям проект показался слишком дорогим и ненадежным, его отклонили. Следующим проектом был электрический трамвай. Городская управа утвердила маршруты двух линий: 1. Понтонный мост — Набережная ул. — Дегтярёвская ул. — Амурская ул. — Большая ул. — Знаменское предместье; 2. Семинарская ул. — Ивановская ул.— Пестеревская ул. — Преображенская ул. — Кадетский корпус. Постройка должна была завершиться в течение трёх лет, но их осуществлению помешала Революция 1917 года.
Строительство первой линии было начато 5 июля 1945 года. По первоначальным подсчетам проектировщиков трамвайная система города должна была ежегодно перевозить 44 млн пассажиров (средний иркутянин совершает 133 поездки). Планировались три маршрута: 1. От вокзала до трамвайного депо на Красноярской ул., длиной 9,5 км, планируемое время окончания строительства: 1947 год; 2. В Ленинский район через Иркутный мост, длиной 9 км, планируемое время окончания строительства: 1948 год; 3. Через реку Ушаковку к ул. Баррикад и ул. Рабочего Штаба, планируемое время окончания строительства: 1950 год. Существовали планы прокладки трамвайной трассы на Кругобайкальской ул. В 1950 — 1951 годах проводились работы по строительству трамвайных путей. В 1952 году решение пересмотрели и был проведён демонтаж путей.

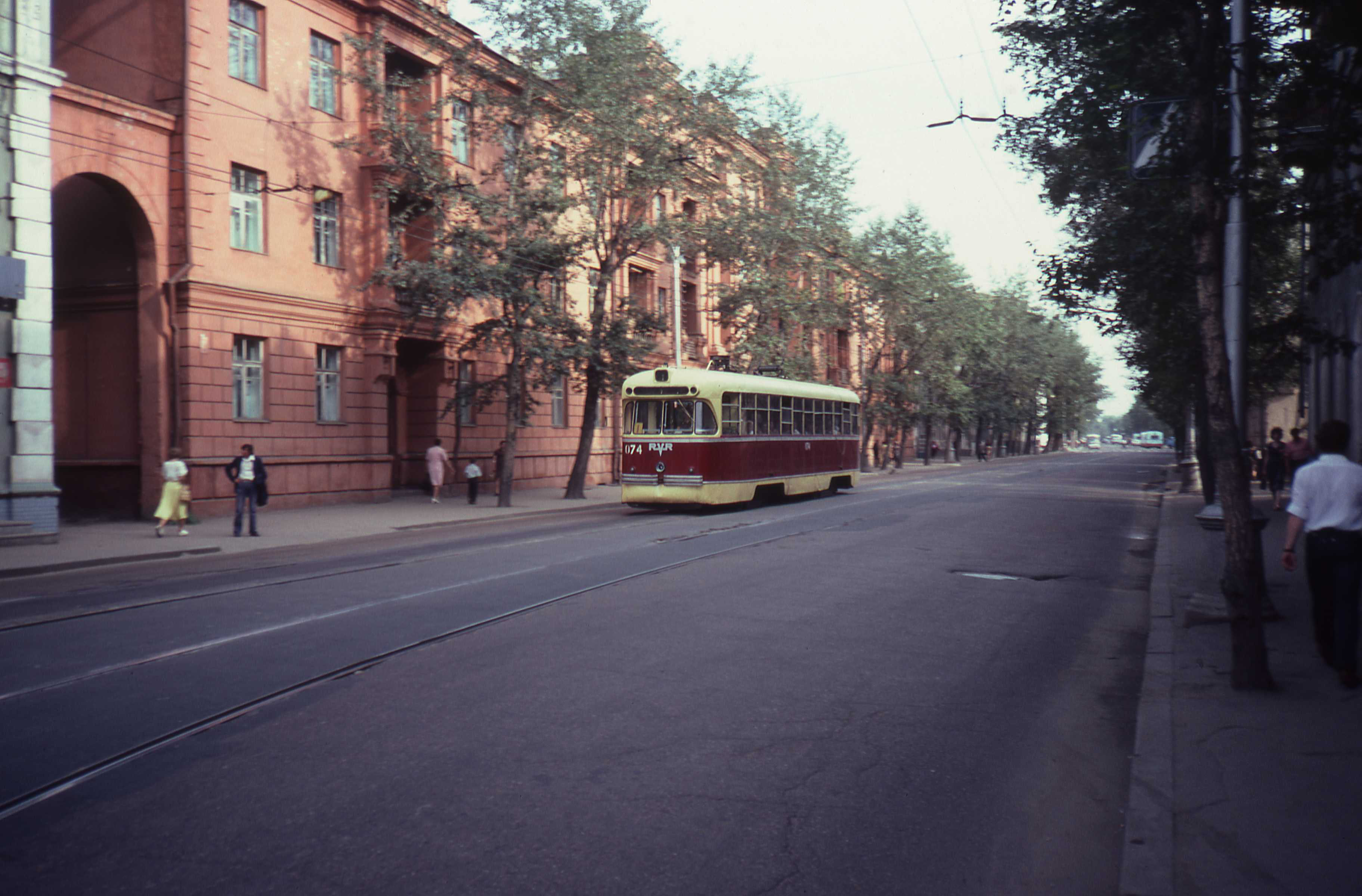
Трамвай РВЗ-6 на улице Иркутска в 1982 году

Строительство велось методом народной стройки: ежедневно 24 городских предприятия выделяли на строительство 300-800 человек. В строительстве принимали участие японские военнопленные. Сдача в эксплуатацию первой очереди трамвайной трассы планировалась 7 ноября 1946 года, однако из-за срыва сроков открытие было перенесено на 31 декабря, а затем на 1947 год.
3 августа 1947 года был запущен маршрут № 1 Вокзал — Центральный рынок (4-х километровая однопутка). 12 сентября 1948 года на городскую трассу вышло шесть новых трамвайных вагонов, поступивших из Ленинграда. За год эксплуатации трамвай перевёз 2,5 млн пассажиров.
В конце мая 1949 года началась прокладка вторых путей от железнодорожного вокзала до ул. Степана Разина и от Советской ул. до центрального рынка. До конца года было уложено 5 км путей. Общая протяженность маршрута составила 10 км. В парке насчитывалось 14 трамваев, большинство из Ленинграда. Поступило 8 вагонов: по четыре из Ленинграда и Челябинска. Ленинградские трамваи были украшены надписями: «Трудящимся Иркутска от ленинградцев». За всё время эксплуатации трамвайной линии (1947 — 1949 гг.) было перевезено 11 млн человек. Начат собственный капитальный ремонт вагонов, 1 августа на маршрут вышел трамвай, отремонтированный в иркутском депо.
В 1950 году был запущен маршрут № 2 Вокзал — Трамвайный парк. Начата прокладка пути от вокзала до Свердловского рынка. В 1952 году пассажирооборот иркутского трамвая составил 17 млн пассажиров в год.
В 1961 году маршрут № 1 был продлён от вокзала до Студенческого городка.
В 1964 году был запущен маршрут № 3 Волжская улица — Центральный рынок, в 1968 году — маршрут № 4 Центральный рынок — предместье Рабочее, в 1983 году — маршрут № 5 Центральный рынок — Солнечный.
В 1990 году иркутский трамвай перевёз максимальное количество пассажиров: 51,6 млн человек.
С декабря 2002 года стоимость проезда составила 5 рублей, с 1 января 2004 года поднялась до 7 рублей.
29 марта 2003 года в трамвайном депо Иркутска произошёл сильный пожар.
В 2006 году после длительного перерыва с 1992 года началось обновление трамвайного парка — было приобретено 2 вагона КТМ-19.
В 2007 году маршрут № 2 был продлён на несколько месяцев от железнодорожного вокзала до Студенческого городка, но этот вариант не прижился. Изменилось направление движения 4-го маршрута по кольцу остановки Центральный рынок, ранее трамвай двигался против часовой стрелки, при этом по Байкальской улице двигался в направлении противоположном движению транспорта.
В 2008 году было приобретено 6 трамвайных вагонов КТМ-19. С 1 января стоимость проезда выросла до 10 рублей. В течение года из парка было списано 8 трамвайных вагонов. В месяц пассажирооборот трамвайной системы Иркутска составлял примерно 1,5 миллиона пассажиров.
В июле 2010 года из организованного в трамвайном депо цеха капитального ремонта вышел первый отремонтированный вагон. В декабре появились новые маршруты: 4а Братская ул. — Железнодорожный вокзал и 3а Волжская ул. — Центральный рынок (против часовой стрелки). Маршрут 3а работал до 31.12.2010 года.
В 2011 году в Иркутске было 58 трамвайных вагонов, работавших на 6 маршрутах. Из них, ежедневно на улицы города выходили 37 вагонов, в выходные дни — 33 вагона, перевозя ежедневно более 70 тыс человек. Износ подвижного состава, по состоянию на январь 2011 года, составил 86,2 %, 50 трамваям требовался капитальный ремонт.
В 2013 году с целью изучения пассажиропотока и улучшения качества обслуживания населения Иркутска был открыт маршрут № 6 Микрорайон Солнечный — Волжская ул. — Партизанская ул. — Центральный рынок — Депутатская ул. — Микрорайон Солнечный.
За 2015 и 2016 год в депо провели капитальный ремонт-модернизацию двух вагонов.
5 ноября 2016 года из Москвы в Иркутск прибыли первые 4 бывших в употреблении вагонов моделей 71-608КМ и 71-617. В декабре поступила вторая партия из 6 бывших в употреблении вагонов. В 2018 году в Иркутск прибыла очередная партия московских трамваев. В декабре 2020 года поступили ещё 10 бывших в употреблении трамваев 71-619А из Москвы.

## Пассажироперевозки
Динамика объёмов перевозок

## Действующие маршруты
| №  | Конечные пункты              | Маршрут следования | Примечание |
| -- | ---------------------------- | --- | ---------- |

Карта маршрутов Иркутского трамвая (2022)

| 1  | Волжская — Студгородок       | Пискунова — 1-я Советская — Центральный рынок — Ленина — Ж/д Вокзал обратный маршрут через Ленина — Центральный рынок — Метеостанция  |            |
| 2  | Трампарк — Ж/д Вокзал        | Пискунова — 1-я Советская — Центральный рынок — Ленина                                                                                |            |
| 3  | Волжская — Волжская          | Метеостанция — Центральный рынок — 1-я Советская — Пискунова                                                                          | Кольцевой  |
| 4  | Братская — Центральный рынок | Ленская — Стадион «Динамо» — Автовокзал                                                                                               |            |
| 4а | Братская — Ж/д Вокзал        | Ленская — Стадион «Динамо» — Автовокзал — Центральный рынок — Ленина                                                                  |            |
| 5  | М/р Солнечный — Волжская     | Релейный завод — Пискунова — 1-я Советская — Центральный рынок — Метеостанция обратный маршрут через Карла Либкнехта — Релейный завод |            |
| 6  | Волжская — Мкрн Солнечный    | Метеостанция — Центральный рынок — 1-я Советская — Пискунова — Релейный завод обратный маршрут через Релейный завод — Карла Либкнехта |            |

## Подвижной состав
| Модель                               | Начало эксплуатации | Окончание эксплуатации | Общее количество вагонов |
| ------------------------------------ | ------------------- | ---------------------- | ------------------------ |
| Двухосный вагон Николаевского завода | 1949                | 1960                   | 10 вагонов               |
| КТМ-1+КТП-1                          | 1949                | 1975                   | 80 вагонов               |
| КТМ-2+КТМ-2                          | 1961                | 1975                   | 40 вагонов               |
| РВЗ-6, РВЗ-6М                        | 1963                | 1990                   | 4 вагона, 48 вагонов     |
| РВЗ-6М2                              | 1987                |                        | 62 вагона, 1 рабочий     |
| Tatra T3                             | 1967                | 1972                   | 30 вагонов               |
| 71-605                               | 1987                |                        | 88 вагона                |
| 71-608                               | 1992                |                        | 3 вагона                 |
| 71-619                               | 2004                |                        | 26 вагонов               |
| 71-605ТН                             | 2015                |                        | 3 вагона                 |
| 71-608КМ                             | 2016                |                        | 8 вагонов                |
| 71-617                               | 2016                |                        | 2 вагона                 |
| 71-605РМ13 горизонт                  | 2023                |                        | 2 вагона                 |

## Крупные аварии
- При продлении маршрута № 1 до Студенческого городка, в день открытия линии 1 мая 1953 года, произошёл отказ тормозов трамвайного вагона. При этом трамвай не вписался в поворот на перекрестке ул. Пушкина (Пушкинской) и ул. Терешковой (Кругобайкальской), сошёл с рельсов, перевернулся и ударился об каменную стену напротив. После этого метров пятьдесят его проволокло вниз. Очевидцы добавляют, что опрокинувшийся трамвай передавил людей, собравшихся на остановке. Сильно пострадали и те, кто был в салоне. Официально об аварии, количестве жертв и пострадавших не сообщалось. В рамках проведенного расследования техническая экспертиза дала заключение: авария произошла из-за обрыва тормозной тяги. Подозрение пало на инженера-электрика Брюханова, специалиста, отвечавшего за электрическую часть и контактные устройства[11].
- 4 ноября 2003 года в 15:34 трамвай, следовавший по маршруту № 2, развернуло поперёк Старого ангарского моста, и он, едва не упав в реку, полностью блокировал движение на несколько часов[12].
- 5 марта 2021 года утром у трамвая, следовавшего в депо после обнаружения неисправности, во время спуска по ул. Терешковой полностью отказали тормоза, в результате чего он протаранил 9 автомобилей и остановился. Пострадали два человека в автомобиле, который в числе первых попал под удар[13].

## Перспективы
В 2012 году предполагалось изменить схему движения маршрута № 5 на следующую: Микрорайон Солнечный — Депутатская ул. — Центральный рынок (следование по ул. Ширямова, Депутатской ул., ул. Декабрьских событий, ул. Тимирязева, Партизанской ул., ул. Софьи Перовской, ул. Тимирязева). Однако от данных планов было решено отказаться, маршрут № 5 продолжил работу в прежнем режиме.
Разработанным в 2006 году генеральным планом развития Иркутска предусматривалось строительство трамвайных линий в Ленинском районе города, от железнодорожного вокзала до пос. Боково, развитие трамвая в Свердловском районе, от железнодорожного вокзала до микрорайонов Университетский и Первомайский.